# WTA Rabat
Das WTA Rabat (offiziell: Grand Prix SAR La Princesse Lalla Meryem) ist ein Damen-Tennisturnier der WTA Tour, das – nach den Jahren 2005 und 2006 – seit 2016 wieder in der marokkanischen Stadt Rabat ausgetragen wird. 
Das Turnier ist auch bekannt unter dem Namen Morocco Open. Es fand schon in Casablanca, in Fès und in Marrakesch statt.

## Siegerliste

### Einzel
| Jahr                                                                       | Siegerin                     | Finalgegnerin       | Ergebnis      |
| -------------------------------------------------------------------------- | ---------------------------- | ------------------- | ------------- |
| ↓ Kategorie: Tier IV ↓                                                     |                              |                     |               |
| 2005                                                                       | Nuria Llagostera Vives       | Zheng Jie           | 6:4, 6:2      |
| 2006                                                                       | Meghann Shaughnessy          | Martina Suchá       | 6:2, 3:6, 6:3 |
| ↓ Kategorie: International ↓                                               |                              |                     |               |
| 2016                                                                       | Timea Bacsinszky             | Marina Eraković     | 6:2, 6:1      |
| 2017                                                                       | Anastassija Pawljutschenkowa | Francesca Schiavone | 7:5, 7:5      |
| 2018                                                                       | Elise Mertens                | Ajla Tomljanović    | 6:2, 7:64     |
| 2019                                                                       | Maria Sakkari                | Johanna Konta       | 2:6, 6:4, 6:1 |
| 2020 und 2021 fand das Turnier aufgrund der COVID-19-Pandemie nicht statt. |                              |                     |               |
| ↓ Kategorie: 250 ↓                                                         |                              |                     |               |
| 2022                                                                       | Martina Trevisan             | Claire Liu          | 6:2, 6:1      |
| 2023                                                                       | Lucia Bronzetti              | Julia Grabher       | 6:3, 5:7, 7:5 |
| 2024                                                                       | Peyton Stearns               | Mayar Sherif        | 6:2, 6:1      |
| 2025                                                                       | Maya Joint                   | Jaqueline Cristian  | 6:3, 6:2      |

### Doppel
| Jahr                                                                       | Siegerinnen                                     | Finalgegnerinnen                           | Ergebnis          |
| -------------------------------------------------------------------------- | ----------------------------------------------- | ------------------------------------------ | ----------------- |
| ↓ Kategorie: Tier IV ↓                                                     |                                                 |                                            |                   |
| 2005                                                                       | Émilie Loit Barbora Strýcová                    | Lourdes Domínguez Nuria Llagostera Vives   | 3:6, 7:65, 7:5    |
| 2006                                                                       | Yan Zi Zheng Jie                                | Ashley Harkleroad Bethanie Mattek          | 6:1, 6:3          |
| ↓ Kategorie: International ↓                                               |                                                 |                                            |                   |
| 2016                                                                       | Xenia Knoll Aleksandra Krunić                   | Tatjana Maria Ioana Raluca Olaru           | 6:3, 6:0          |
| 2017                                                                       | Tímea Babos Andrea Hlaváčková                   | Nina Stojanović Maryna Zanevska            | 2:6, 6:3, [10:5]  |
| 2018                                                                       | Anna Blinkowa Raluca Olaru                      | Georgina García Pérez Fanny Stollár        | 6:4, 6:4          |
| 2019                                                                       | María José Martínez Sánchez Sara Sorribes Tormo | Georgina García Pérez Oksana Kalaschnikowa | 7:5, 6:1          |
| 2020 und 2021 fand das Turnier aufgrund der COVID-19-Pandemie nicht statt. |                                                 |                                            |                   |
| ↓ Kategorie: 250 ↓                                                         |                                                 |                                            |                   |
| 2022                                                                       | Eri Hozumi Makoto Ninomiya                      | Monica Niculescu Alexandra Panowa          | 6:77, 6:3, [10:8] |
| 2023                                                                       | Sabrina Santamaria Jana Sisikowa                | Lidsija Marosawa Ingrid Gamarra Martins    | 3:6, 6:1, [10:8]  |
| 2024                                                                       | Irina Chromatschowa Jana Sisikowa               | Anna Danilina Xu Yifan                     | 6:3, 6:2          |
| 2025                                                                       | Maya Joint Oksana Kalaschnikowa                 | Angelica Moratelli Camilla Rosatello       | 6:3, 7:5          |